# Joel Edgerton

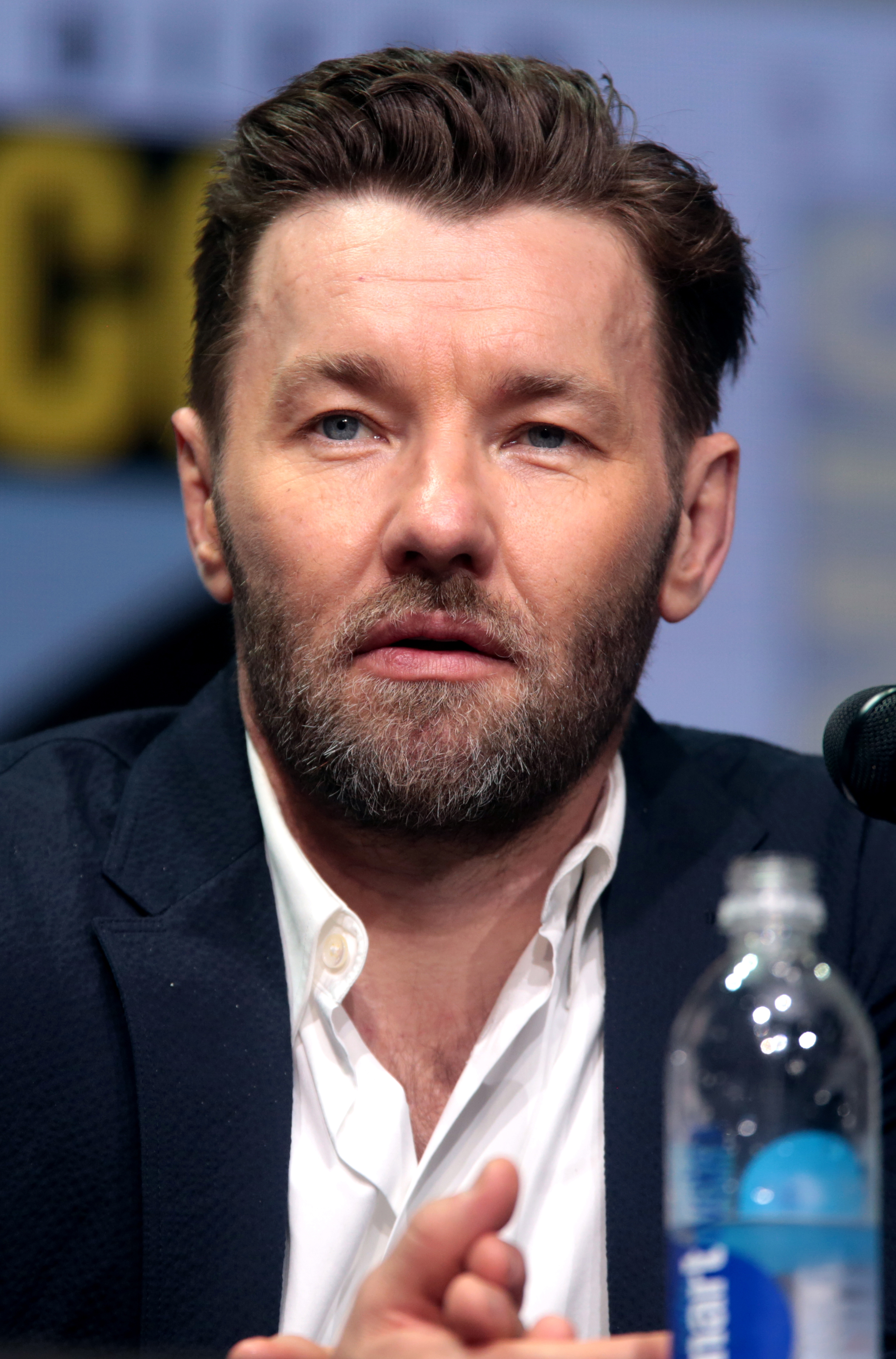
Joel Edgerton auf der Comic-Con in San Diego (2017)

Joel Edgerton (* 23. Juni 1974 in Blacktown, New South Wales) ist ein australischer Schauspieler, Drehbuchautor, Filmproduzent und Filmregisseur.

## Leben und Karriere
Joel Edgerton besuchte die Nepean Drama School in Sydney, bevor er als Darsteller im Theater und für Fernsehserien tätig wurde. Für seine Darstellung des Will in der australischen Serie The Secret Life of Us wurde er für einen AFI-Award nominiert.
Zu seinen bekanntesten Rollen gehört die des Owen Lars, die er in Star Wars: Episode II – Angriff der Klonkrieger und Star Wars: Episode III – Die Rache der Sith sowie in der Serie Obi-Wan Kenobi verkörperte. Weitere bekannte Filme, in denen er größere Rollen spielte, sind Gesetzlos – Die Geschichte des Ned Kelly (2003) und King Arthur (2004).
2005 lieh er in dem Animationsfilm The Mysterious Geographic Explorations of Jasper Morello der Titelfigur seine Stimme. Im selben Jahr trat er im britischen Comedyfilm Kinky Boots – Man(n) trägt Stiefel neben Chiwetel Ejiofor in einer Hauptrolle auf, sowie 2007 in dem Horrorfilm Whisper.
2009 trat er zweimal zusammen mit Cate Blanchett in Theater-Produktionen in Sydney und New York City auf. 2011 war er in The Thing, dem Prequel zu Das Ding aus einer anderen Welt, und dem Film Warrior an der Seite von Nick Nolte und Tom Hardy zu sehen. Im Jahr 2013 trat er im 3D-Kinofilm Der große Gatsby neben Leonardo DiCaprio auf. 2014 spielte er Ramses II. in Exodus: Götter und Könige von Ridley Scott zusammen mit Christian Bale.
Edgerton wirkte 2016 in zwei Filmen des Regisseurs Jeff Nichols mit: im Science-Fiction-Drama Midnight Special als State Trooper Lucas und in der Filmbiografie Loving als Richard Loving. Insbesondere für seine Rolle in Loving erhielt er nach der Premiere des Films beim Cannes Filmfestival 2016 sehr positive Kritiken.
2017 wurde er in die Academy of Motion Picture Arts and Sciences aufgenommen, die jährlich die Oscars vergibt.
2018 war Edgerton neben Jennifer Lawrence im von Regisseur Francis Lawrence inszenierten Film Red Sparrow zu sehen.
Zusammen mit seinem Bruder Nash Edgerton, einem Stuntman, betreibt er seine eigene Produktionsfirma.

## Filmografie (Auswahl)
Als Schauspieler
- 1996: Loaded
- 1996: Race the Sun
- 1998: Praise
- 1998: Bloodlock
- 1999: Dogwatch
- 1999: Erskineville Kings
- 2000: Witzige Leute (Sample People)
- 2001: The Australian Job (The Hard Word)
- 2002: Star Wars: Episode II – Angriff der Klonkrieger (Star Wars: Episode II – Attack of the Clones)
- 2003: Gesetzlos – Die Geschichte des Ned Kelly (Ned Kelly)
- 2004: King Arthur
- 2005: Star Wars: Episode III – Die Rache der Sith (Star Wars: Episode III – Revenge of the Sith)
- 2005: The Mysterious Geographic Explorations of Jasper Morello (Stimme von Jasper Morello)
- 2005: Kinky Boots – Man(n) trägt Stiefel (Kinky Boots)
- 2006: Smokin’ Aces
- 2007: Whisper
- 2008: Acolytes
- 2008: The Square – Ein tödlicher Plan (The Square)
- 2009: Separation City – Stadt der Untreuen (Separation City)
- 2010: Königreich des Verbrechens (Animal Kingdom)
- 2010: Die Legende der Wächter (Legend of the Guardians: The Owls of Ga'Hoole, Stimme von Eisenschnabel)
- 2011: The Thing
- 2011: Warrior
- 2012: Wish You Were Here
- 2012: Zero Dark Thirty
- 2012: Das wundersame Leben des Timothy Green (The Odd Life of Timothy Green)
- 2013: Der große Gatsby (The Great Gatsby)
- 2013: Felony
- 2014: Exodus: Götter und Könige (Exodus: Gods and Kings)
- 2015: Life
- 2015: The Gift
- 2015: Black Mass
- 2015: Jane Got a Gun
- 2016: Midnight Special
- 2016: Loving
- 2017: It Comes at Night
- 2017: Bright
- 2018: Red Sparrow
- 2018: Gringo
- 2018: Der verlorene Sohn (Boy Erased)
- 2019: The King
- 2021: The Underground Railroad (Fernsehserie)
- 2021: The Green Knight
- 2022: The Stranger
- 2022: Obi-Wan Kenobi (Fernsehserie)
- 2022: Dreizehn Leben (Thirteen Lives)
- 2022: Master Gardener
- 2023: The Boys in the Boat
- seit 2024: Dark Matter – Der Zeitenläufer (Dark Matter, Fernsehserie)
- 2025: Train Dreams
- 2025: The Plague

Als Drehbuchautor
- 2008: The Square – Ein tödlicher Plan (The Square)
- 2013: Felony
- 2015: The Gift
- 2018: Der verlorene Sohn (Boy Erased)
- 2019: The King

Als Produzent
- 2013: Felony
- 2015: The Gift
- 2018: Der verlorene Sohn (Boy Erased)
- 2019: The King
- 2022: The Stranger
- 2024: I Don’t Understand You

Als Regisseur
- 2015: The Gift
- 2018: Der verlorene Sohn (Boy Erased)